# Alloteratura curta
Alloteratura curta är en insektsart som beskrevs av Andrej Vasiljevitj Gorochov 2008. Alloteratura curta ingår i släktet Alloteratura och familjen vårtbitare. Inga underarter finns listade i Catalogue of Life.